# Гондолин
Гондолин је град у измишљеном свету Средње земље Џ. Р. Р. Толкина. Име града, Гондолин, значи „скривени камен“, док име на квенијском, Ондолинде, значи „камена песма“. Када су се нолдорски Вилењаци Елдамара вратили у Средњу земљу и ушли у Белеријанд 52. године Првог Доба Сунца, принц Тургон је пронашао утврђење и тајну долину у којој ће саградити вилењачки град безбедан од злих снага Моргота. Тај град је био Гондолин, „Скривено Краљевство“, у долини Тумладен у Ехоријату, Окружујућим Планинама, на северу од шума Доријата, краљевства Сивих Вилењака. У оквиру природне препреке од Окружујућих Планина, Гондолин је био чуван и будношћу Великих Орлова који су убијали или терали све уходе и слуге Моргота. Тако заштићени, Нолдори су преко педесет година тајно градили бели камени град Гондолин, по узору на Тирион, први град Елдамара. Био је најлепши град Нолдора на Средњој земљи. Пет векова је Гондолин цветао, док су, једно по једно, остала Вилин-краљевства Белеријанда разарана. Онда, године 511. Маиглин је издао Гондолин и открио тајне пролазе до града Морготу. Мрачни Непријатељ је послао огромне снаге Орка, Тролова, Змајева и Балрога у Скривено Краљевство. Страшне су биле битке унутар бедема Гондолина, али је он коначно прегажен и његово становништво побијено. Куле Гондолина, последњег од високовилењачких краљевстава Белеријанда, срушене су, а порушене зидине и темељи спржени ватром Змајева. 